# Project K
Project K was een Vlaams televisieprogramma uitgezonden op VTM dat sinds 31 augustus 2015 te zien is op de zender.
Koen Wauters jaagt in dit programma zijn (jongens)dromen achterna. Voor elke droom zoekt hij hulp. Zijn helpers verwachten telkens een tegenprestatie van Koen rond een thema dat hen zelf na aan het hart ligt. Pas als Koen slaagt in zijn opdracht zal zijn helper zijn droom in vervulling laten komen.

## Afleveringen
| Nr | droom                                                                                     | opdracht | opdrachtgever   | helper                          | kijkcijfers | uitzenddatum      | gelukt? |
| -- | ----------------------------------------------------------------------------------------- | --- | --------------- | ------------------------------- | ----------- | ----------------- | ------- |
| 1  | Een formule 1 wagen besturen                                                              | Winnen van de Solarrace tegen z'n broer Kris                                                                                                  | Vanina Ickx     | Het Belgische Punch Power-team  | 956 274     | 31 augustus 2015  | ja      |
| 2  | Knabbelen van een levensgroot peperkoeken huis, zoals in het sprookje van Hans en Grietje | Een gerecht bereiden en serveren aan 3 VIP's uit de culinaire wereld die niet mochten merken dat een amateur het maakte                       | Sergio Herman   | Sergio Herman                   | 957 427     | 7 september 2015  | nee     |
| 3  | Een openhartoperatie live bijwonen                                                        | 7 dagen hulpambulancier zijn in Antwerpen | Maggie De Block | Jan & Roland                    | 988 683     | 14 september 2015 | ja      |
| 4  | Een tour-etappe volgen vanuit de volgwagen met Eddy Merckx                                | Als eerste de Cannibale uitrijden met tegenstrevers: Gert Verheyen, Maarten Vangramberen, Philippe Muyters, Gella Vandecaveye en Jef De Smedt | Eddy Merckx     | Lucien Van Impe                 | 958 789     | 21 september 2015 | nee     |
| 5  | Vereeuwigd worden op een wafelenbak van Nero                                              | Het redden van een olifant | Marc Sleen      | Urbanus                         | 871 628     | 28 september 2015 | ja      |
| 6  | Mijn totem halen                                                                          | Van Pérrones les Antoing naar Antwerpen varen op een zelfgesjord vlot                                                                         | Sven Gatz       | Bartel Van Riet, Tine Embrechts | 808 549     | 5 oktober 2015    | ja      |
| 7  | Een totale zonsverduistering meemaken                                                     | In 90 uur op een ecologisch verantwoorde manier in Oslo geraken                                                                               | Jill Peeters    | Europese collega's van Jill     | 865 685     | 12 oktober 2015   | ja      |
| 8  | Samen met mijn ouders op audiëntie bij de Paus gaan                                       | Te voet van Assisi naar Rome (175 km) | Rik Torfs       | Bart Peeters, Pascal Braeckman  |             | 19 oktober 2015   | ja      |
| 9  | Compilatie                                                                                | |                 |                                 |             | 26 oktober 2015   |         |